# Ostrožská Nová Ves
Ostrožská Nová Ves (in tedesco Neudorf) è un comune della Repubblica Ceca facente parte del distretto di Uherské Hradiště, nella regione di Zlín.